# Józef Łochowski
Józef Łochowski (ur. 8 stycznia 1941 w miejscowości Zagórze, zm. 18 września 2014) – polski polityk, przedsiębiorca, poseł na Sejm X, I i II kadencji.

## Życiorys
Po ukończeniu w 1958 liceum ogólnokształcącego w Opocznie przez rok pracował jako nauczyciel w szkole podstawowej w Żukowie. W 1959–1964 studiował na Wydziale Techniki Rolnej Akademii Rolniczej w Lublinie. Od 1960 należał do Zjednoczonego Stronnictwa Ludowego. W 1981 został absolwentem Podyplomowego Studium Stosunków Międzynarodowych. Od 1966 był kierownikiem wydziału ekonomiczno-rolnego w Wojewódzkim Komitecie ZSL w Łodzi, a od 1972 pracownikiem Naczelnego Komitetu ZSL w Warszawie. W latach 1974–1981 pracował w Zespole Samorządowo-Prezydialnym w Centralnym Związku Kółek Rolniczych. Od 1983 do 1987 był attaché handlowym Ambasady PRL w Pradze. Następnie do 1989 pełnił funkcję prezesa WK ZSL w Radomiu. Od lutego do sierpnia 1989 był wiceprezesem Polskiej Izby Handlu Zagranicznego. Był później podsekretarzem stanu w Ministerstwie Przemysłu (od 8 sierpnia 1989 do 23 lipca 1991).
Był posłem X kadencji z okręgu białobrzeskiego, a następnie I i II kadencji wybranym w okręgach radomskich: nr 7 i nr 37. Od 1990 działał w Polskim Stronnictwie Ludowym.
Przez trzy kadencje był wiceprezesem Krajowej Izby Gospodarczej, następnie został członkiem rady KIG. Od 2002 kierował Polsko-Białoruską Izbą Handlowo-Przemysłową.
Pochowany na cmentarzu Powązkowskim w Warszawie.

## Odznaczenia
- Krzyż Oficerski Orderu Odrodzenia Polski (2000)[5]
- Krzyż Kawalerski Orderu Odrodzenia Polski (1986)
- Złoty Krzyż Zasługi (1976)
- Brązowy Krzyż Zasługi (1971)
- Medal 40-lecia Polski Ludowej (1986)